# Flex System
Flex Systemは、IBMが開発したブレードサーバのシリーズである。2014年のIBMのx86サーバ事業の事業売却により、以後はLenovo社が、製品の販売とサポートを行っている。

## 構成要素
Flex Systemは以下の機器により構成される。

### シャーシ
コンピューティング・ノード、スイッチングモジュールを搭載し、同時に各サーバへ電源を供給する機能や、ネットワークに接続する機能も持つ10Uサイズの装置。
シャシーマネジメントモジュール（CMM）１台を標準搭載する。

#### コンピュート・ノード
Xeon Scalable Processorを搭載した計算処理を行う装置。
ハーフワイド（2ソケット）/ダブルワイド（4ソケット）の２種類を選択でき、１台のシャーシに、それぞれ１４台または７台搭載できる。

#### スイッチングモジュール
ブレードサーバと外部の機器を接続する装置。
用途に合わせて「Ethernetおよびコンバージド」「ファイバーチャネル」「InfiniBand」の３種類が選択できる。
１台のシャーシに最大４台搭載できる。